# بروگبورو
بروگبورو (به انگلیسی: Brogborough) یک روستا و محله مدنی در بریتانیا است که در Central Bedfordshire واقع شده‌است. بروگبورو ۳۴۳ نفر جمعیت دارد.